# Banksia laricina
Banksia laricina är en tvåhjärtbladig växtart som beskrevs av Charles Austin Gardner. Banksia laricina ingår i släktet Banksia och familjen Proteaceae. Inga underarter finns listade i Catalogue of Life.